# Dübs and Company

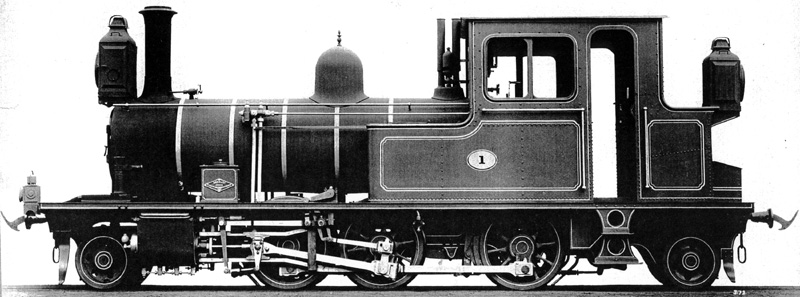
Werkfoto der Lokomotive Nr. 1 der Type XXI der Norges Statsbaner für Setesdalsbanen, 1894

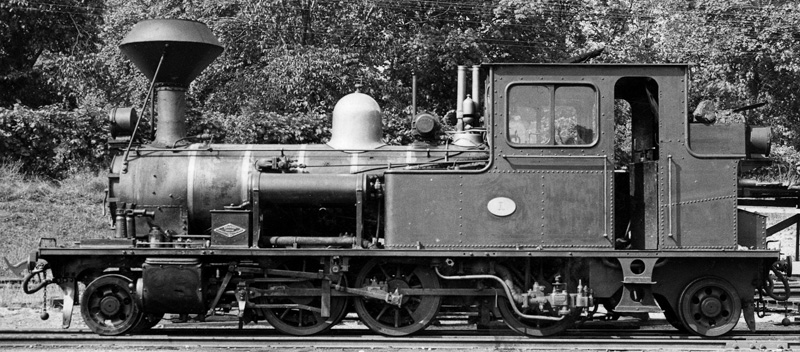
NSB-Lokomotive XXI Nr. 1 im Bahnhof Kristiansand, August 1938

Dübs and Company (Dübs & Co.) war eine Lokomotivfabrik in Glasgow, Schottland. Die Fabrik wurde von dem aus Guntersblum bei Darmstadt stammenden Henry Dübs 1863 gegründet. Die Werkstättengebäude standen am Queens Park Works in Polmadie. 1903 erfolgte der Zusammenschluss mit Sharp, Stewart & Co. und Neilson & Company zur North British Locomotive Company.
Die Firma lieferte weltweit Lokomotiven aller Spurweiten, darunter nach Neuseeland, Australien sowie an Bahngesellschaften in Europa. Große Lieferkontingente gingen zudem nach Südafrika, darunter die Baureihen NGR Dübs A und NGR Dübs B an die Natal Government Railways. Zahlreiche dieser Lokomotiven sind erhalten geblieben und werden teilweise bei Museumsbahnen eingesetzt.